# شهرستان جکسون (آلاباما)
شهرستان جکسون، آلاباما (به انگلیسی: Jackson County, Alabama) شهرستانی در ایالات متحده آمریکا است که در آلاباما واقع شده‌است.

## خصوصیات
شهرستان جکسون ۲٬۹۱۸٫۹۳ کیلومترمربع مساحت دارد.